# مارك هوغن
مارك هوغن (بالإنجليزية: Marc Hogan)‏ هو صحفي أمريكي، ولد في 3 أكتوبر 1981.